# Transfiguratiekathedraal (Balasjicha)
De Transfiguratiekathedraal (Russisch: Собор Преображения Господня) is een Russisch-orthodoxe Kerk in de Russische stad Balasjicha (oblast Moskou), kathedraal van het bisdom Balasjicha van de Russisch-Orthodoxe Kerk.

## Geschiedenis
De kerk werd gebouwd in de jaren 1779-1786 door prins Alexander Michailovitsj Golitsyn (1723-1807) op het grondgebied van Pehra-Jakovlevskoje, een nog steeds bestaand landhuis dat vroeger omgeven werd door fraaie tuinen in Franse stijl en populair was bij kunstschilders. Op de plaats stond eerder een houten kerk gewijd aan het Heilig Aanschijn van de Verlosser uit de 16e eeuw. Net als de rest van de gebouwen van het landgoed werd de kerk gebouwd in de stijl van het classicisme. Vanaf het midden van de 19e eeuw werd de kerk een parochiekerk.
De kerk heeft een voor Rusland ongebruikelijk ontwerp; het godshuis heeft een rond grondplan met een portaal dat door twee klokkentorens wordt geflankeerd.

## Sovjet-periode
In 1922 werd er beslag gelegd op de waardevolle goederen van de kerk. Elf jaar later, in 1933, werd de kerk voor de eredienst gesloten en geplunderd. Het interieur werd volledig vernietigd met inbegrip van alle iconen. Het landgoed overleefde de verwoesting doordat een Landbouwinstituut gebruik maakte van de gebouwen. In de kerk werd een fabriekje van schoensmeer gehuisvest, daarna werd het een opslagruimte en bibliotheek.

## Heropening van de kerk
De Transfiguratiekerk keerde in de jaren 90 in zwaar vervallen toestand terug naar de Russisch-orthodoxe Kerk. In de jaren 1992-1996 volgde een restauratie waarna de kerk op 4 augustus 1996 werd gewijd ter ere van de Transfiguratie van de Heer.